# Språkundervisning
Språkundervisning är utbildningen och studiet av ett språk. Undervisningen kan betyda att man förbättrar studentens bemästrande av sitt modersmål, men termen används oftare för språkinlärning, det vill säga, att man lär sig ett främmande eller andra språk. Språkutbildningen är en del av den tillämpade lingvistiken.
Under olika perioder har olika språk varit populära för språkundervisning. I Sverige under medeltiden var latin det populära språket. I det svenska skolsystemet under senare delen av 1900-talet lärde man sig först modersmålet svenska, sedan engelska som första utländska språk (A-språk). Därefter kunde man välja tyska eller franska som B-språk. Till C-språk kunde man välja det andra språket franska eller tyska, eller spanska, eller så småningom något av en hel rad ytterligare språk i mån av tillgång på lärare. På senare tid har språkundervisningens mångfald i svenska skolor försämrats.
Olika språk är olika svåra att lära sig. Svårigheten beror delvis på likheten med elevens modersmål, dels på det nya språkets inneboende egenskaper. Universitetet i Paderborn undersökte hur lång tid det tog för jämbördiga grupper franska studenter att tillgodogöra sig ett främmande språk upp till en viss nivå där man talar språket flytande. Studenterna lärde sig flytande tyska på 2 000 studietimmar, engelska på 1 500 timmar, spanska på 1 000 timmar och esperanto på 150 timmar. Att lära sig esperanto gick alltså tio gånger så fort som att lära sig engelska. Det beror huvudsakligen på att esperanto är ett mer intelligent utformat språk, helt utan undantag eller oregelbundenheter i uttal, stavning, grammatik, ordbildning m.m., och med större uttrycksmöjligheter.  
I USA har språkundervisningen på främmande språk minskat i förhållande till allmän språkinlärning, som har ökat. Andelen som läser främmande språk jämfört med antalet intagna har sjunkit från ungefär 16,5% 1965 till hälften 2006. I USA märks även regionala skillnader i populära språk, där italienska och hebreiska är populära i nordöstra USA och i Florida. Asiatiska språk är populärare längs stilla havskusten, medan arabiska och spanska är jämnt fördelat. De femton populäraste språken i USA är, i fallande ordning, spanska, franska, tyska, ASL, italienska, japanska, kinesiska, latin, ryska, arabiska, klassisk grekiska, bibelhebreiska, portugisiska, modern hebreiska och koreanska.
Inlärningsmetoderna har successivt förändrats. En märkbar skillnad finns mellan 1900-talet och 2000-talet, där man under 1900-talet inriktade sig mer på textbaserad undervisning, till att under 2000-talet gå allt mer från undervisning i ett främmande språk till undervisning på ett främmande språk.